# Ceroxyloideae
Sous-famille
Synonymes
- Ceroxylaceae Vines[3]

Tribus de rang inférieur
- Ceroxyleae
- Cyclospatheae
- Phytelepheae

Répartition géographique
Les Ceroxyloideae sont une sous-famille de plantes à fleurs appartenant à la famille des palmiers, on les trouve principalement en  Amériques du Sud, avec un genre en périphérie en Australie, à Madagascar et aux Comores. Récemment révisée, l'ancienne sous-famille des Phytelephantoideae a été réduite au niveau tribal et incluse, tandis que les 5 genres de la tribu des Hyophorbeae ont été réaffectée aux Arecoideae (mais dans la tribu Chamaedoreeae).
Ceroxyloideae contient donc maintenant huit genres dans trois tribus,,.

## Description
Du plus petit a modéré au plus élevé de la famille (chez Ceroxylon quindiuense), les stipes peuvent être solitaires ou en groupe et manquer d’armement. La feuille réduite en double est régulièrement ou irrégulièrement pennée, bifide ou entière avec des côtes pennées; les couronnes sont présentes chez certains membres et absentes chez d’autres. Le groupe contient des palmiers monoïques, dioïques et hermaphrodites. une prophylle protectrice accompagne l'inflorescence et toutes ont des bractées pédonculaires. Toutes les fleurs unisexuées sont légèrement dimorphes, solitaires ou en rangées; tous ont un gynécée synovoïde triovulé,,.

## Tribus
Les Ceroxyloideae au sens de Dransfield et al. (2008) sont identifiés comme un groupe apparenté naturel (monophylum) dans de nombreuses études. Ils constituent le groupe frère des Arecoideae. La sous-famille se compose de trois tribus. Les Phytelepheae ont longtemps été considérés comme une sous-famille distincte, les Phytelephantoideae, mais dans les analyses cladistiques, ils apparaissent toujours au sein des Ceroxyloideae. Ils ont donc été placés comme tribu dans les Ceroxyloideae. La relation entre les tribus est la suivante :
|  | Cyclospatheae                                               |
|  |                                                             |
|  | \| \| Ceroxyleae \| \| \| \| \| \| Phytelepheae \| \| \| \| |
|  |                                                             |
|  | Ceroxyleae                                                  |
|  |                                                             |
|  | Phytelepheae                                                |
|  |                                                             |

|  | Ceroxyleae   |
|  |              |
|  | Phytelepheae |
|  |              |

### Ceroxyleae
Quatre genres largement répandus se trouvent en Amérique du Sud, en Australie et à Madagascar, caractérisés par des troncs hauts, rarement minces, dépourvus de couronne. Les fleurs sont précoces, solitaires, disposées en spirale ou en sous-distillé, avec de petites bractées.
- Ceroxylon Bonpl. ex DC.
- Juania Drude
- Oraniopsis J. Dransf., A.K. Irvine & N.W. Uhl
- Ravenea C.D. Bouche

### Cyclospatheae
Tribu monotypique d'Amérique du Nord et d'Amérique centrale, ils ont des troncs de taille moyenne, dressés, avec des arbres à couronne. Les fleurs sont solitaires, disposées en spirale, hermaphrodites et portées à l'aisselle en petites bractées.
- Pseudophoenix H. Wendl. ex Sarg.

### Phytelepheae
Trois palmiers sud-américains dioïques, à stipe moyen à grands, acaules ou dressés, à inflorescences staminées ressemblant à des épis, tandis que les pistils sont ramifiés et étalés. Le fruit est généralement porté en grappes denses, chacune contenant de cinq à dix graines .
- Ammandra O.F. Cook
- Aphandra Barfod
- Phytelephas Ruiz & Pav.